# Гора (Пеновский район)
Гора — деревня в Пеновском районе Тверской области России. Входит в состав Чайкинского сельского поселения.

## География
Расположена на озере Пено, в 9 км по прямой и в 15 км по автодорогам к северо-западу от районного центра.

## История
Жители исторически занимались рыбной ловлей и лесозаготовкой. Деревня находилась на Холмском тракте, соединяющем города Осташков и Холм. В начале XX века в Горе была построена Вселукская больница («заразный барак»), по состоянию на 2022 год она действует как дом сестринского ухода.

## Население
| 2010 |
| ---- |
| 29   |

Согласно результатам переписи 2002 года, в национальной структуре населения русские составляли 100 % от общей численности населения в 25 чел..

## Транспорт
Деревня доступна автотранспортом, рядом с ней проходит автодорога 28Н-1237. Остановка общественного транспорта «Заборье» (обслуживает также одноимённую деревню).

## Объекты культурного наследия

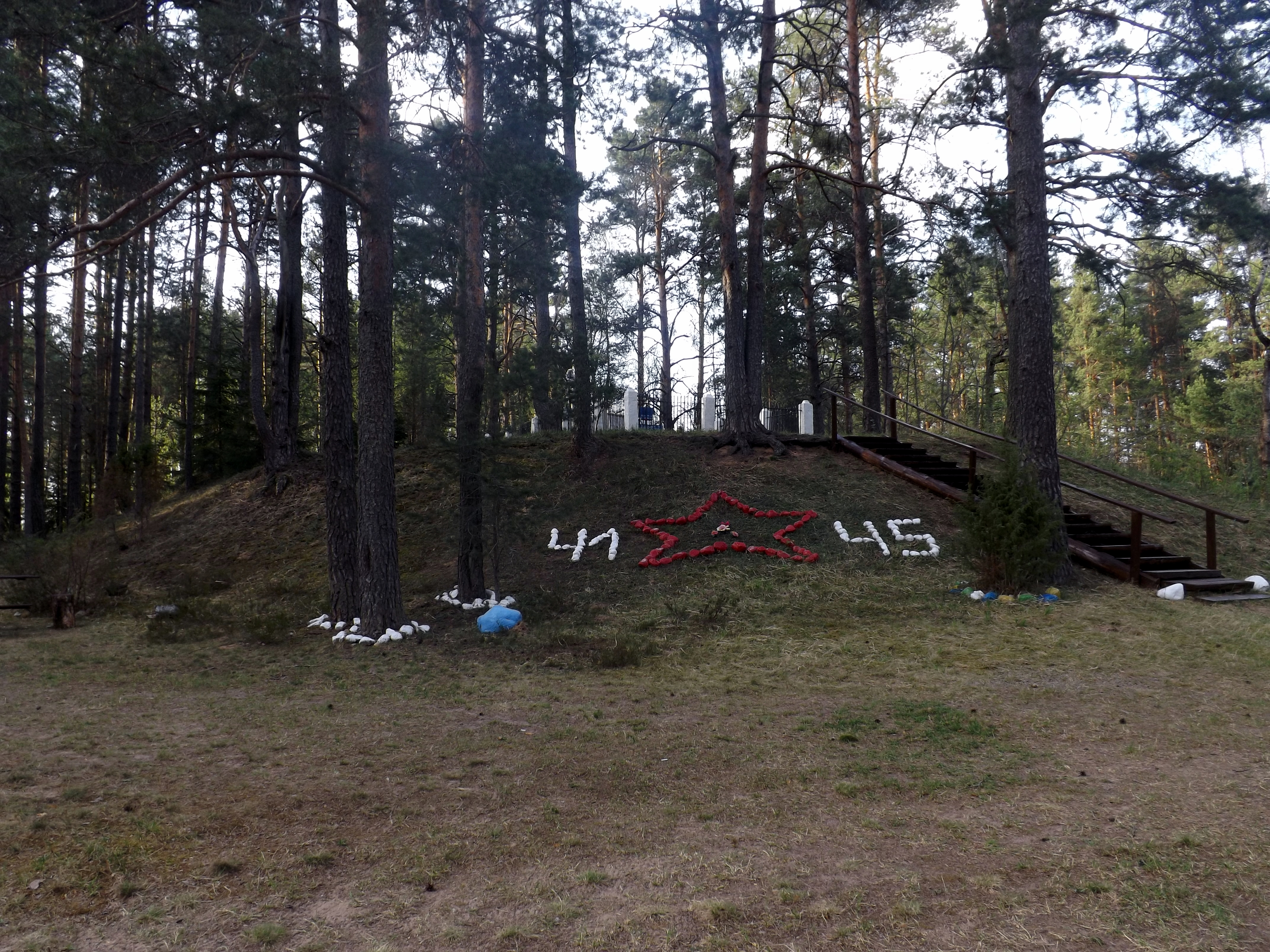
Братская могила советских воинов

- Братская могила советских воинов, погибших в боях с фашистами — объект культурного наследия регионального значения[4].